# Wienerprozess

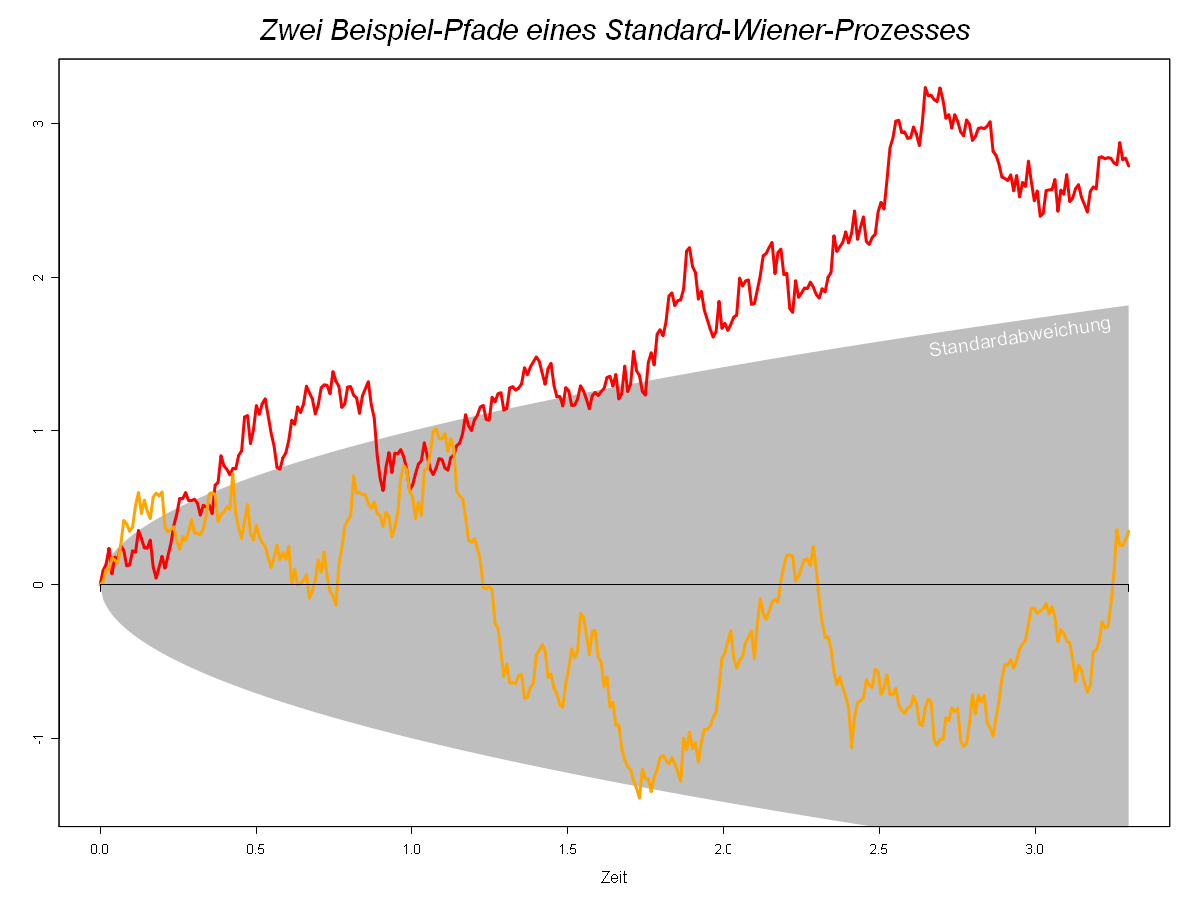
Zwei Beispiele für Pfade eines Standard-Wienerprozesses. Die grau schraffierte Fläche markiert die Standardabweichung (vergleiche Gleichung von Bienayme).

Ein Wienerprozess (nach dem US-amerikanischen Mathematiker Norbert Wiener) oder Wienerscher Prozess ist ein zeitstetiger stochastischer Prozess, der normalverteilte, unabhängige Zuwächse hat. Er stellt ein mathematisches Modell für die brownsche Bewegung dar und wird deswegen selbst häufig als „brownsche Bewegung“ bezeichnet.
Seit der Einführung der stochastischen Analysis durch Itō Kiyoshi in den 1940er Jahren spielt der Wienerprozess die zentrale Rolle im Kalkül der zeitstetigen stochastischen Prozesse und dient in vielen Gebieten der Natur- und Wirtschaftswissenschaften als Grundlage zur Modellierung zufälliger Entwicklungen.

## Geschichte

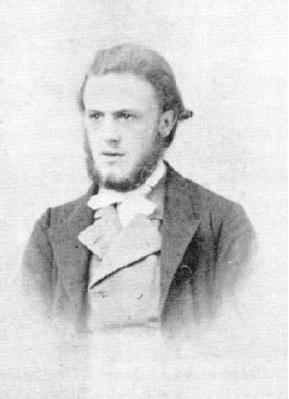
Thorvald N. Thiele

Louis Bachelier

1827 beobachtete der schottische Botaniker Robert Brown unter dem Mikroskop, wie Pflanzenpollen sich in einem Wassertropfen unregelmäßig hin- und herbewegten (daher der Name brownsche Bewegung).
1880 beschrieb der Statistiker und Astronom Thorvald Nicolai Thiele (1838–1910) in Kopenhagen erstmals einen solchen „Prozess“ (die Theorie der stochastischen Prozesse war damals noch nicht entwickelt), als er wirtschaftliche Zeitreihen und die Verteilung von Residuen bei der Methode der kleinsten Quadrate studierte. 1900 griff der französische Mathematiker Louis Bachelier (1870–1946), ein Schüler Henri Poincarés, Thieles Idee auf, als er versuchte, die Kursbewegungen an der Pariser Börse zu analysieren. Beide Ansätze hatten letztendlich nur geringen Einfluss auf die zukünftige Entwicklung des Prozesses, zum Teil wohl, weil Finanzmathematik damals eine untergeordnete Rolle in der Mathematik spielte; heute jedoch gilt sie als Hauptanwendungsgebiet von Wienerprozessen. Dennoch bevorzugte z. B. der Stochastiker William Feller die Bezeichnung Bachelier-Wiener-Prozess.
Der Durchbruch kam, als Albert Einstein 1905 in seinem annus mirabilis, offenbar ohne Kenntnis von Bacheliers Arbeiten, und unabhängig von ihm Marian Smoluchowski 1906 den Wienerprozess in seiner heutigen Gestalt definierte. Einsteins Motivation war es, die Bewegung der brownschen Partikel durch die molekulare Struktur des Wassers zu erklären – ein Ansatz, der damals äußerst kontrovers war, heute aber unbestritten ist – und diese Erklärung mathematisch zu untermauern. Interessanterweise forderte er dabei eine weitere, physikalisch sinnvolle Eigenschaft, die Rektifizierbarkeit der Zufallspfade, nicht für sein Modell. Obwohl dies bedeutet, dass die Partikel in jeder Sekunde eine unendlich lange Strecke zurücklegen können (was das gesamte Modell theoretisch disqualifiziert), bedeutete der einsteinsche Ansatz den Durchbruch sowohl für die molekulare Theorie als auch für den stochastischen Prozess.
Einen Beweis für die wahrscheinlichkeitstheoretische Existenz des Prozesses blieb Einstein allerdings schuldig. Dieser gelang erst 1923 dem US-amerikanischen Mathematiker Norbert Wiener, der dabei neue Hilfsmittel von Lebesgue und Borel auf dem Gebiet der Maßtheorie nutzen konnte. Dennoch war sein Beweis so lang und kompliziert, dass ihn wohl nur eine Handvoll Zeitgenossen verstehen konnten. Von Itō Kiyoshi ist überliefert, dass er einige seiner größten Fortschritte bei der Entwicklung des stochastischen Integrals bei dem Versuch erreichte, Wieners Arbeit nachzuvollziehen.
Letztendlich war es auch Itō, der dem Wienerprozess den Weg von der Physik in andere Wissenschaften ebnete: Durch die von ihm aufgestellten stochastischen Differentialgleichungen konnte man die brownsche Bewegung an mehr statistische Probleme anpassen. So löst die aus einer stochastischen Differentialgleichung abgeleitete geometrische brownsche Bewegung das Problem, dass der Wienerprozess, unabhängig von seinem Startwert, im Laufe der Zeit fast sicher einmal negative Werte erreicht, was für Aktien unmöglich ist; Bacheliers Ansatz war daran letztendlich noch gescheitert. Seit der Entwicklung des berühmten Black-Scholes-Modells gilt die geometrische brownsche Bewegung daher als Standard.
Das von den nicht rektifizierbaren Pfaden des Wienerprozesses aufgeworfene Problem bei der Modellierung brownscher Pfade führt zum Ornstein-Uhlenbeck-Prozess und macht ebenfalls den Bedarf einer Theorie der stochastischen Integration und Differentiation deutlich – hier wird nicht die Bewegung, sondern die Geschwindigkeit des Teilchen als ein nicht rektifizierbarer vom Wienerprozess abgeleiteter Prozess modelliert, aus dem man rektifizierbare Teilchenpfade durch Integration erhält.
Heute werden in praktisch allen Natur- und vielen Sozialwissenschaften brownsche Bewegungen und verwandte Prozesse als Hilfsmittel verwendet.

## Definition
Ein Wienerprozess ist ein zeitstetiger stochastischer Prozess, der normalverteilte, unabhängige Zuwächse hat:

Ein stochastischer Prozess {\displaystyle (W_{t})_{t\in \mathbb {R} _{+}}} auf dem Wahrscheinlichkeitsraum {\displaystyle (\Omega ,{\mathcal {A}},P)} heißt (Standard-)Wienerprozess, wenn folgende vier Bedingungen gelten:
1. {\displaystyle W_{0}=0} (P-fast sicher).
2. Für gegebene Zeitpunkte {\displaystyle 0\leq t_{0}<t_{1}<t_{2}<\dotsb <t_{m}} sind die Zuwächse {\displaystyle W_{t_{1}}-W_{t_{0}},W_{t_{2}}-W_{t_{1}},\dotsc ,W_{t_{m}}-W_{t_{m-1}}} stochastisch unabhängig. Der Wienerprozess hat also unabhängige Zuwächse.
3. Für alle {\displaystyle 0\leq s<t} gilt {\displaystyle W_{t}-W_{s}\;\sim \;{\mathcal {N}}\left(0,t-s\right)}. Die Zuwächse sind also stationär und normalverteilt mit dem Erwartungswert null und der Varianz {\displaystyle t-s}.
4. Die einzelnen Pfade sind (P-)fast sicher stetig.

Der vierte Punkt kann auch aus der Definition insofern gestrichen werden, als sich mit dem Stetigkeitssatz von Kolmogorow-Tschenzow zeigen lässt, dass es unter den o. g. Voraussetzungen immer eine fast sicher stetige Version des Prozesses gibt.
Alternativ lässt sich ein Wienerprozess {\displaystyle (W_{t})_{t\in \mathbb {R} _{+}}} nach Paul Lévy durch folgende zwei Eigenschaften charakterisieren:
1. {\displaystyle W_{t}} ist ein stetiges lokales Martingal mit {\displaystyle W_{0}=0}.
2. {\displaystyle {W_{t}}^{2}-t} ist ein Martingal.

## Eigenschaften
Aus der Definition folgt sofort {\displaystyle W_{t}\sim {\mathcal {N}}(0,t)}.

### Einordnung
- Der Wienerprozess zählt zur Familie der Markowprozesse und dort speziell zur Klasse der Lévyprozesse. Außerdem erfüllt er die starke Markoweigenschaft.
- Der Wienerprozess ist ein spezieller Gaußprozess mit der Wahrscheinlichkeitsdichtefunktion {\displaystyle f_{W_{t}}(x)={\frac {1}{\sqrt {2\pi t}}}e^{-x^{2}/(2t)}}, der Erwartungswertfunktion {\displaystyle \operatorname {E} (W_{t})=0}, der Varianz {\displaystyle \operatorname {Var} (W_{t})=t} (siehe auch Gleichung von Bienaymé), der Kovarianzfunktion {\displaystyle \operatorname {Cov} (W_{s},W_{t})=\min(s,t)} und der Korrelation {\displaystyle \operatorname {Korr} (W_{s},W_{t})={\frac {\operatorname {Cov} (W_{s},W_{t})}{\sigma _{W_{s}}\sigma _{W_{t}}}}={\frac {\min(s,t)}{\sqrt {st}}}=\min \left({\sqrt {\frac {s}{t}}},{\sqrt {\frac {t}{s}}}\right)}.
- Der Wienerprozess ist ein Martingal. Ist also {\displaystyle ({\mathcal {F}}_{t})_{t\geq 0}} die von {\displaystyle (W_{t})_{t\geq 0}} erzeugte Filtrierung, dann gilt für die bedingte Erwartung {\displaystyle E(W_{t}\mid {\mathcal {F}}_{s})=W_{s}} für alle {\displaystyle 0\leq s<t}.
- Der Wienerprozess ist ein Lévyprozess mit stetigen Pfaden und konstantem Erwartungswert {\displaystyle 0}.

### Eigenschaften der Pfade
- Die Pfade eines Wienerprozesses sind fast sicher an keiner Stelle differenzierbar (Satz von Paley-Wiener-Zygmund) und fast sicher nicht rektifizierbar. Betrachtet man die Menge der nirgends-differenzierbaren Pfade in {\displaystyle [0,n)}, so erhält man eine Menge, von der man nicht weiß, ob sie messbar ist. Allerdings wurde 1961 von Dvoretzky-Erdős-Kakutani eine Beweismöglichkeit der Nirgends-Differenzierbarkeit geliefert, bei der man ein Gitter von {\displaystyle 1/k,\dots ,kd/k} über die brownsche Bewegung konstruiert und zeigt, dass die Menge der differenzierbaren Pfade in[3][4]

{\displaystyle \bigcup \limits _{K=1}^{\infty }\bigcup \limits _{m=1}^{\infty }\bigcap \limits _{n=m}^{\infty }\bigcup \limits _{j=1}^{nd}\bigcap \limits _{i=j+1}^{j+3}\{|W({\tfrac {i}{n}})-W({\tfrac {i-1}{n}})|\leq 7K/n\},\quad j=1,\dots ,dk}
enthalten ist. Diese Menge besitzt als äußeres Maß den Wert {\displaystyle 0}.
- Die Pfade haben in jedem Intervall {\displaystyle [s,t]\subset \mathbb {R} _{+}} fast sicher unendliche Variation.
- Für die quadratische Variation gilt fast sicher {\displaystyle [W,W]_{t}=\langle W,W\rangle _{t}=t}.
- Über Asymptotik im Unendlichen und um den Nullpunkt geben die Gesetze des iterierten Logarithmus Auskunft.
- Für einen Wienerprozess {\displaystyle (W_{t})_{t\geq 0}} gilt das lokale Gesetzt des iterierten Logarithmus:

{\displaystyle \limsup _{h\searrow 0}\left({\frac {W_{t+h}-W_{t}}{{\sqrt {2h\log(\log({\frac {1}{h}})}})}}\right)=1,\quad {\text{fast sicher}}}
{\displaystyle \liminf _{h\searrow 0}\left({\frac {W_{t+h}-W_{t}}{{\sqrt {2h\log(\log({\frac {1}{h}})}})}}\right)=-1,\quad {\text{fast sicher}}}
Damit sind die Pfade des Wienerprozesses insbesondere hölderstetig zum Exponenten {\displaystyle \alpha } mit {\displaystyle \alpha <{\frac {1}{2}}}, jedoch nicht für {\displaystyle \alpha ={\frac {1}{2}}}.
- Für das Bild einer Menge {\displaystyle A} unter einem Wienerprozess, das heißt für {\displaystyle W(A):=\{W_{t}:t\in A\}\subset \mathbb {R} ^{d}}, gelten die Dimensionsverdopplungssätze.

### Selbstähnlichkeiten, Reflexionsprinzip

Selbstähnlichkeit unter Streckung der Zeitachse

- Auch das Negative eines Standard-Wienerprozesses, also {\displaystyle (-W_{t}),\;t\geq 0,} ist ein Standard-Wienerprozess. Allgemeiner gilt auch das Reflexionsprinzip: Ein an einer beliebigen Stoppzeit {\displaystyle \tau } gespiegelter Wienerprozess ist wieder ein Wienerprozess. Der gespiegelte Prozess {\displaystyle {\hat {W}}_{t}} ist dabei wie folgt definiert: {\displaystyle {\hat {W}}_{t}(\omega )=W_{t}(\omega )}, falls {\displaystyle t\leq \tau (\omega )}, und {\displaystyle {\hat {W}}_{t}(\omega )=2W_{\tau (\omega )}(\omega )-W_{t}(\omega )}, falls {\displaystyle t>\tau (\omega )}.
- Der Wienerprozess ist selbstähnlich unter Streckung der Zeitachse, d. h., {\displaystyle X_{t}={\tfrac {1}{\sqrt {\alpha }}}\cdot W_{\alpha \cdot t}} ist für jedes {\displaystyle \alpha >0} ein Standard-Wienerprozess.
- Inversion der Zeitachse: Auch {\displaystyle X_{t}=tW_{\frac {1}{t}}} ist ein Standard-Wienerprozess
- Verschiebung der Zeitachse: Für jedes deterministische {\displaystyle s\geq 0} ist der stochastische Prozess {\displaystyle X_{t}=W_{t+s}-W_{s}} ebenfalls ein Wienerprozess; hier werden die Zuwächse vom Zeitpunkt {\displaystyle s} an betrachtet, d. h., {\displaystyle W} erfüllt die schwache Markoweigenschaft.

### Wiener-Maß
Eine Funktion {\displaystyle Y_{t}:E^{T}\to E:Y\mapsto Y_{t}(\omega )=\omega (t)} nennt man Koordinaten-Abbildung. Der dazugehörige Prozess {\displaystyle Y=(Y_{t})_{t\in T}} heißt Koordinaten-Prozess.
Das eindeutige Bildmaß {\displaystyle W^{\#}P} für den Wienerprozess {\displaystyle W:\Omega \to C_{0}(\mathbb {R} _{+},\mathbb {R} ^{d})} auf dem Wienerraum, einer unendlichdimensionalen Sphäre im Funktionenraum der stetigen Funktionen, nennt man Wiener-Maß, wenn der Koordinaten-Prozess eine {\displaystyle d}-dimensionale Standard-Brownsche-Bewegung ist.

### Generator

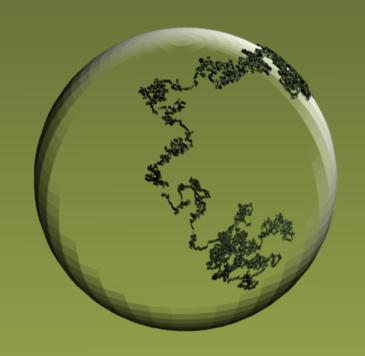
Eine brownsche Bewegung auf der Kugel. Der Generator dieses Prozesses ist ½ Mal der Laplace-Beltrami-Operator auf einer Mannigfaltigkeit, hier einer Kugeloberfläche.

Für den Generator {\displaystyle A} eines eindimensionalen Standard-Wienerprozesses gilt
{\displaystyle Af(x)=\lim \limits _{t\downarrow 0}{\frac {E(f(x+W_{t}))-f(x)}{t}}={\frac {1}{2}}f''(x)},
das heißt, {\displaystyle A} ist ½ Mal der Operator der zweiten Ableitung. Allgemeiner ist der Generator eines mehrdimensionalen Wienerprozesses ½ Mal der Laplaceoperator. Diese Beziehung kann verwendet werden, um Wienerprozesse auch auf anderen Mannigfaltigkeiten wie z. B. auf einer Kugel (siehe Bild) zu definieren, nämlich als Markowprozess mit dem Laplace-Beltrami-Operator als Generator. Für die Konstruktion der brownschen Bewegung auf einer Mannigfaltigkeit braucht man allerdings zusätzliche geometrische Strukturen und Bochners horizontalen Laplace-Operator, welcher in der stochastischen Differentialgeometrie behandelt wird.

## Verallgemeinerter Wienerprozess
Ist {\displaystyle (W_{t})} ein Standard-Wienerprozess, so nennt man den stochastischen Prozess
{\displaystyle X_{t}=\mu t+\sigma W_{t}}
brownsche Bewegung mit Drift {\displaystyle \mu } und Volatilität {\displaystyle \sigma }. Damit lassen sich auch stochastische Prozesse darstellen, die tendenziell eher fallen ({\displaystyle \mu <0}) oder tendenziell eher steigen ({\displaystyle \mu >0}). Dabei gilt
{\displaystyle X_{t}-X_{s}\sim {\mathcal {N}}\left(\mu (t-s),\sigma ^{2}\left(t-s\right)\right)}.
Auch allgemeine Wienerprozesse sind Markow- und Lévyprozesse, aber die Martingaleigenschaft gilt nur noch in abgeschwächter Form:
Ist {\displaystyle \mu \leq 0}, so ist {\displaystyle X_{t}} ein Supermartingal, ist {\displaystyle \mu \geq 0}, so ist {\displaystyle X_{t}} ein Submartingal. Für {\displaystyle \mu =0} ist {\displaystyle X_{t}} ein Martingal.

## Der mehrdimensionale Fall

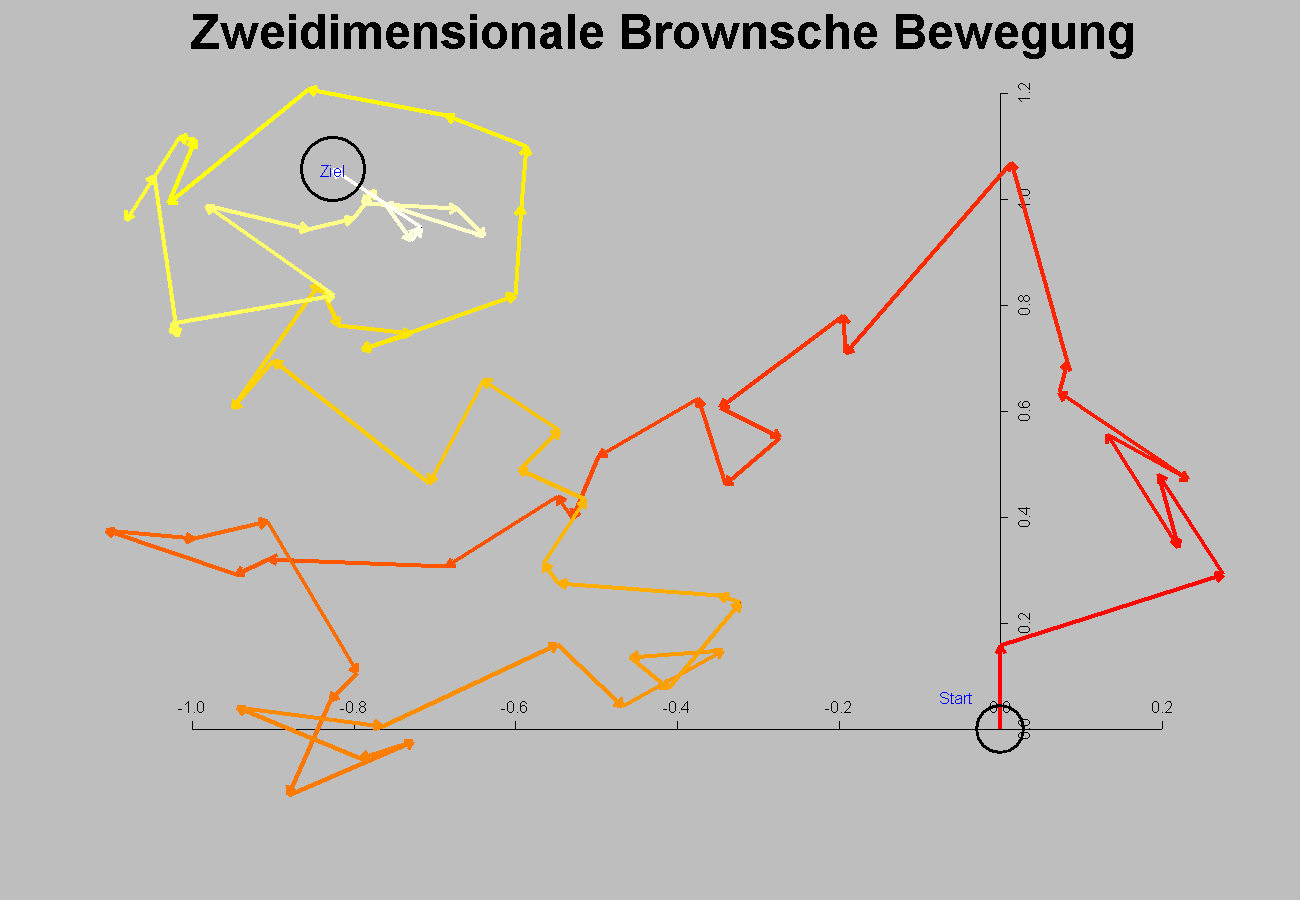
Beispiel: 75 Schritte einer Realisierung einer Gaußschen Irrfahrt als Annäherung an eine zweidimensionale brownsche Bewegung. So ähnlich könnte sich auch das Partikel unter Browns Mikroskop bewegt haben.

Ein mehrdimensionaler stochastischer Prozess {\displaystyle W_{t}=(W_{1,t},W_{2,t},\ldots W_{n,t})^{T},\;t\geq 0} heißt n-dimensionaler (Standard-)Wienerprozess oder n-dimensionale brownsche Bewegung, falls die Koordinaten {\displaystyle (W_{i,t})} unabhängige (Standard-)Wienerprozesse sind.
Die Zuwächse {\displaystyle W_{t}-W_{s}} sind dann ebenfalls unabhängig und {\displaystyle {\mathcal {N}}(0,(t-s)I_{n})}-verteilt (n-dimensionale Normalverteilung), wobei {\displaystyle I_{n}} die Einheitsmatrix der Dimension n ist.
Die Lévy-Charakterisierung lässt sich wie folgt verallgemeinern: Seien {\displaystyle X=(X^{1},...,X^{n})} stetige lokale Martingale mit {\displaystyle [X^{i},X^{j}]_{t}={\begin{cases}t,\,{\text{ falls }}i=j\\0,{\text{ falls }}i\neq j\end{cases}}}, dann ist {\displaystyle X} ein {\displaystyle n}-dimensionaler Standard-Wienerprozess.
Der n-dimensionale Wienerprozess hat eine besonders schöne Eigenschaft, die ihn von den meisten anderen mehrdimensionalen Prozessen abhebt und die ihn für die Modellierung des brownschen Partikels prädestiniert: Er ist invariant unter Drehungen der Koordinatenachsen. Das bedeutet, dass für jede orthogonale Matrix {\displaystyle Q\in \mathbb {R} ^{n\times n}} der gedrehte (oder gespiegelte) Prozess {\displaystyle X_{t}:=QW_{t},\;t\geq 0} genau dieselbe Verteilung wie {\displaystyle W_{t}} besitzt.
Genau wie die eindimensionale brownsche Bewegung kann man nun auch die n-dimensionale verallgemeinern: Für jeden Vektor {\displaystyle \mu \in \mathbb {R} ^{n}} und jede Matrix {\displaystyle A\in \mathbb {R} ^{n\times n}} wird durch
{\displaystyle X_{t}:=\mu t+AW_{t},\;t\geq 0}
eine brownsche Bewegung mit Drift {\displaystyle \mu } und Varianz {\displaystyle AA^{T}} definiert. Dementsprechend gilt {\displaystyle X_{t}\sim {\mathcal {N}}(\mu t,tAA^{T})}. Hierbei können die einzelnen Koordinaten also auch miteinander korreliert sein.

## Zusammenhänge zu anderen mathematischen Strukturen

### Zusammenhang zu anderen stochastischen Prozessen
- Ist {\displaystyle (X_{t})_{t\geq 0}} eine geometrische brownsche Bewegung, so ist {\displaystyle W_{t}:=\ln(X_{t})} eine brownsche Bewegung (mit Drift). Andererseits kann man aus jedem Wienerprozess {\displaystyle (X_{t})_{t\geq 0}} mit Drift {\displaystyle \mu } und Volatilität {\displaystyle \sigma } durch {\displaystyle Y_{t}:=\mathrm {e} ^{X_{t}-{\frac {\sigma ^{2}t}{2}}}} eine geometrische brownsche Bewegung gewinnen.
- Mit Hilfe des stochastischen Integralbegriffes von Itō lässt sich der Wienerprozess zum Itōprozess verallgemeinern.
- Die symmetrische Irrfahrt kann als zeitdiskretes Pendant zum Wienerprozess angesehen werden, denn es gilt der folgende Konvergenzsatz: Ist für {\displaystyle n\in \mathbb {N} } die Irrfahrt {\displaystyle (R_{t})_{t\in T}} auf dem diskreten Zeitgitter {\displaystyle T=\left\{0,{\tfrac {1}{n}},{\tfrac {2}{n}},\ldots \right\}} so definiert, dass {\displaystyle R_{0}=0} gilt und {\displaystyle R} sich in jedem Zeitschritt mit Wahrscheinlichkeit {\displaystyle 1/2} um {\displaystyle {\sqrt {\tfrac {1}{n}}}} nach oben und mit Wahrscheinlichkeit {\displaystyle 1/2} um {\displaystyle {\sqrt {\tfrac {1}{n}}}} nach unten bewegt, so konvergiert {\displaystyle R} für {\displaystyle n\to \infty } gegen einen Standard-Wienerprozess (für die Art der Konvergenz siehe Invarianzprinzip von Donsker).
- Ist {\displaystyle (W_{t})_{t\geq 0}} ein Standard-Wienerprozess und {\displaystyle T>0}, so ist {\displaystyle B_{t}:=W_{t}-{\tfrac {t}{T}}W_{T}}, {\displaystyle 0\leq t\leq T}, eine brownsche Brücke.
- Ist {\displaystyle W=(W^{1},\ldots ,W^{n})} ein {\displaystyle n}-dimensionaler Standard-Wienerprozess und {\displaystyle n\geq 2}, so heißt {\displaystyle R_{t}:=\|W_{t}\|={\sqrt {(W_{t}^{1})^{2}+\cdots +(W_{t}^{n})^{2}}}} Bessel-Prozess.

### Weitere Zusammenhänge
Der Wienerprozess und von ihm abgeleitete Prozesse haben Verbindungen zur Riemannschen Zeta-Funktion.

## Simulation von brownschen Pfaden
Um mit Hilfe von Zufallszahlen Pfade eines Wienerprozesses zu simulieren, stehen verschiedene Methoden zur Verfügung, die allesamt auf verschiedenen Eigenschaften des Prozesses aufbauen:

### Einfache Irrfahrt
Die einfachste Möglichkeit besteht darin, die oben erwähnte Konvergenz der einfachen Irrfahrt nach dem Satz von Donsker gegen einen Wienerprozess auszunutzen. Dazu muss man lediglich rademacherverteilte Zufallsvariablen B1, B2, B3, … simulieren, die untereinander unabhängig sind und jeweils mit Wahrscheinlichkeit {\displaystyle {\tfrac {1}{2}}} die Werte 1 und −1 annehmen. Dann kann man zu einer vorgegebenen Schrittweite {\displaystyle \Delta t\geq 0} einen Wienerprozess an den Stellen {\displaystyle 0,\;\Delta t,\;2\,\Delta t,\;3\,\Delta t\ldots } durch
{\displaystyle W_{n\Delta t}\approx {\sqrt {\Delta t}}\sum _{i=1}^{n}B_{i}}
approximieren.
Der Vorteil dieser Methode liegt darin, dass nur sehr einfach herzustellende rademacherverteilte Zufallsvariablen benötigt werden. Allerdings handelt es sich nur um eine Approximation: Das Resultat ist kein Gauß-Prozess, sondern hat quasi binomialverteilte Zustände (genauer gesagt ist {\displaystyle {\frac {1}{2}}\left(\sum _{i=1}^{n}B_{i}+n\right)} binomial(n; 0,5)-verteilt). Um die Normalverteilung hinreichend gut anzunähern, muss {\displaystyle \Delta t} deshalb sehr klein gewählt werden. Diese Methode ist deshalb nur zu empfehlen, wenn man den Prozess ohnehin auf einem sehr feinen Zeitgitter simulieren möchte.

### Gaußsche Irrfahrt
Die folgende Methode ist der einfachen Irrfahrt überlegen (sofern kein besonders feines Zeitgitter benötigt wird), da sie den Prozess exakt simuliert (d. h., die resultierenden Zustände stimmen in Verteilung mit denen eines Wienerprozesses überein):
{\displaystyle W_{n\Delta t}\approx {\sqrt {\Delta t}}\sum _{i=1}^{n}Z_{i}},
wobei {\displaystyle Z_{1},Z_{2},Z_{3},\ldots } unabhängige, standardnormalverteilte Zufallszahlen sind (beispielsweise erzeugt durch die Polar-Methode von Marsaglia). Diese als gaußsche Irrfahrt bezeichnete Diskretisierung ist nur dann von Nachteil, wenn die vorhandenen normalverteilten Zufallsvariablen nicht von gleichmäßiger „Qualität“ sind. Wenn zum Beispiel Quasi-Zufallszahlen verwendet werden, weisen spät auftretende Zahlen bisweilen Abhängigkeitsstrukturen auf, die das Ergebnis verzerren können. In einem solchen Fall ist eine der nachfolgenden Methoden vorzuziehen.

### Brownsche Brücke

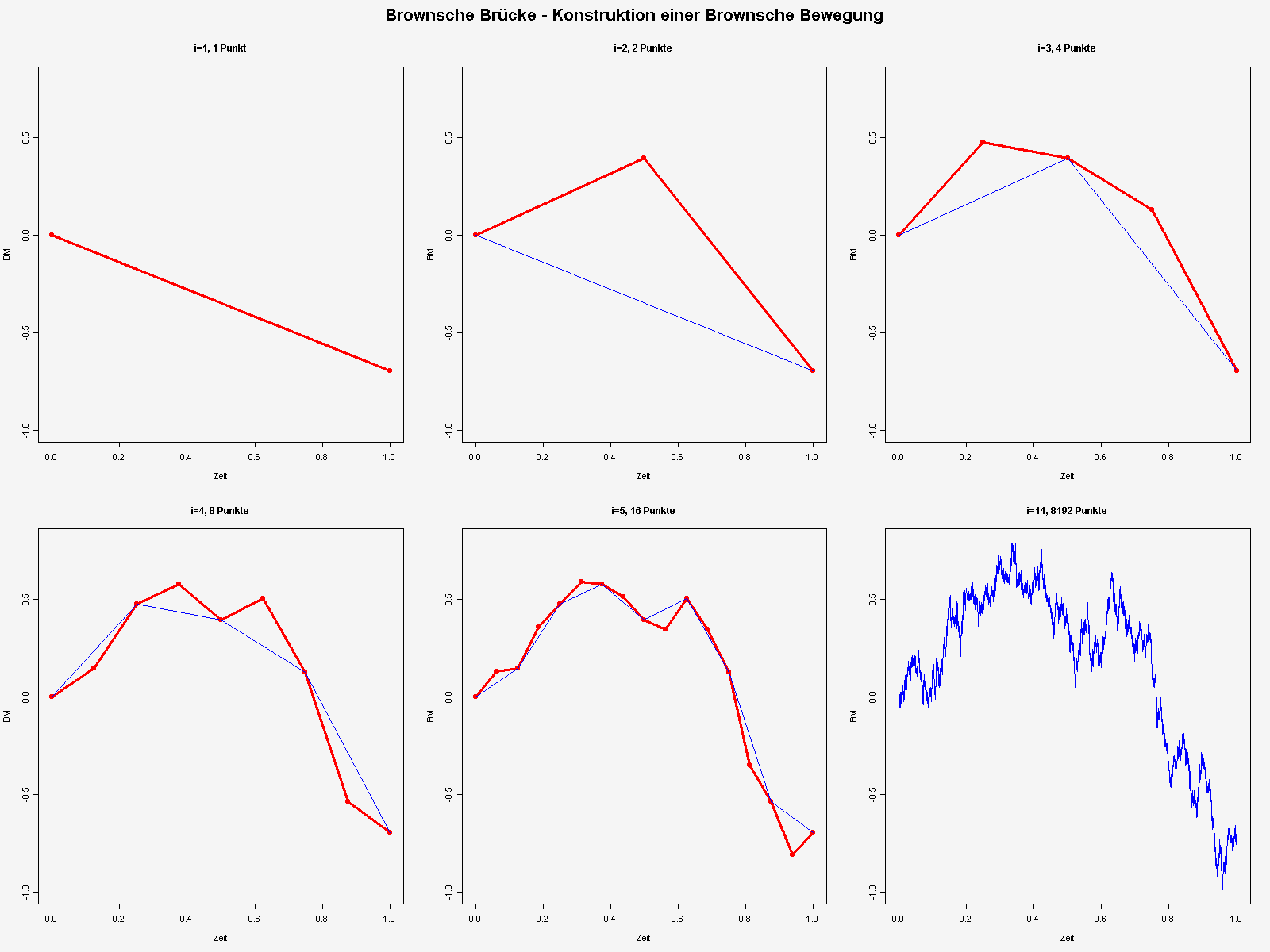
Die ersten fünf Halbierungsschritte der brownschen Brücke, die jeweils neu simulierte Iteration ist rot eingezeichnet.

Diese auf Paul Lévy zurückgehende Methode (die nur am Rande etwas mit dem stochastischen Prozess der Brownschen Brücke zu tun hat) nutzt die Kovarianzstruktur des Wienerprozesses aus und legt ein höheres Gewicht auf frühe standardnormalverteilte Zufallsvariablen {\displaystyle Z_{1},Z_{2},\ldots }.
Hier wird zuerst {\displaystyle W_{1}}, welches normalverteilt mit Varianz 1 ist, durch {\displaystyle W_{1}=Z_{1}} simuliert. Nun wird das Intervall {\displaystyle [0,1]} schrittweise halbiert und folgender Schritt wiederholt:
{\displaystyle W_{\frac {1}{2}}} ergibt sich als arithmetisches Mittel {\displaystyle {\frac {1}{2}}(W_{0}+W_{1})} plus eine weitere Normalverteilte Zufallsvariable, um die Varianz zu korrigieren. Also:
{\displaystyle W_{\frac {1}{2}}={\frac {1}{2}}(W_{0}+W_{1})+{\frac {1}{2}}Z_{2}}
Analog:
{\displaystyle {\begin{aligned}W_{\frac {1}{4}}&={\frac {1}{2}}(W_{0}+W_{\frac {1}{2}})+{\frac {1}{\sqrt {8}}}Z_{3}\\W_{\frac {3}{4}}&={\frac {1}{2}}(W_{\frac {1}{2}}+W_{1})+{\frac {1}{\sqrt {8}}}Z_{4}\\W_{\frac {1}{8}}&={\frac {1}{2}}(W_{0}+W_{\frac {1}{4}})+{\frac {1}{4}}Z_{5}\end{aligned}}}
und so weiter. Die Faktoren {\displaystyle {\tfrac {1}{2}},\;{\tfrac {1}{\sqrt {8}}},\;{\tfrac {1}{4}}\ldots } verringern sich dabei in jedem Halbierungsschritt um den Faktor {\displaystyle {\sqrt {2}}} und sorgen dafür, dass die Zustände die richtige Varianz erhalten.
Um einen Wienerprozess statt auf {\displaystyle [0,1]} auf ein beliebiges Intervall {\displaystyle [0,a]} auszuweiten, kann man nun die oben beschriebene Transformation {\displaystyle X_{t}={\sqrt {a}}W_{\frac {t}{a}}} anwenden; {\displaystyle X} ist dann ein Wienerprozess auf {\displaystyle [0,a]}.
Hintergrund dieser nichtkausalen Modellierung ist, dass {\displaystyle W_{(t_{0}+t_{1})/2}} bedingt auf {\displaystyle W_{t_{0}}} und {\displaystyle W_{t_{1}}} wiederum normalverteilt ist.

### Spektralzerlegung
Bei der Spektralzerlegung wird der Wienerprozess in einer Art stochastischer Fourieranalyse als trigonometrische Polynome mit zufälligen Koeffizienten approximiert. Sind {\displaystyle Z_{0},\;Z_{1},\;Z_{2}\ldots } unabhängig und standardnormalverteilt, so konvergiert die Reihe
{\displaystyle S(t)=Z_{0}\cdot t+\sum _{k=1}^{\infty }Z_{k}~{\frac {{\sqrt {2}}\cdot \sin(k\pi t)}{k\pi }}}
gegen einen Wienerprozess. Diese Methode konvergiert bezüglich der L2-Norm zwar mit maximaler Geschwindigkeit, beinhaltet aber im Gegensatz zur brownschen Brücke viele aufwändige trigonometrische Funktionsauswertungen. Daher findet sie, vor allem in der Monte-Carlo-Simulation, weniger oft Anwendung.

Annäherung an einen Wienerprozess durch Fourierreihe
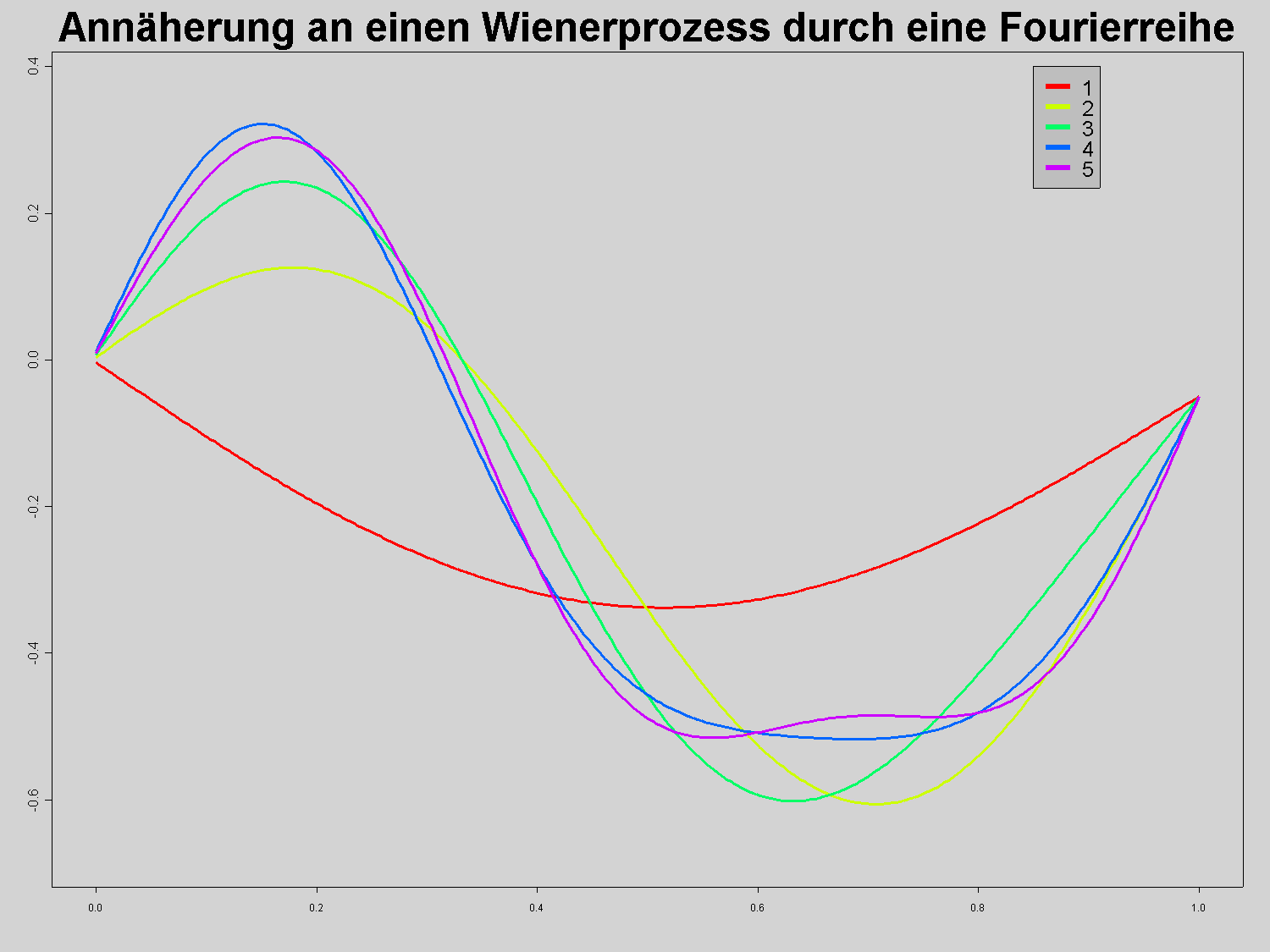

## Geometrie
Die ein- und zwei-dimensionale brownsche Bewegung ist rekurrent, in allen höheren Dimensionen ist sie transient. (Satz von Pólya (Irrfahrten): „Ein betrunkener Mann findet immer heim, ein betrunkener Vogel nicht.“)